# 川本線
川本本線（かわもとほんせん）は、かつて国鉄バス・西日本旅客鉄道（JR西日本）・JRバス中国（中国JRバス）が運行していた自動車路線である。
本項では、関連性の強い川本北線（かわもとほくせん）、陰陽連絡を使命として運行された特急「江の川号」・「銀山号」及び、運行に携わっていた中国JRバス川本支所（旧・国鉄バス川本自動車営業所）についても記述する。

## 概説
1947年に石見交通の休止路線を買収することで開業。この路線は、改正鉄道敷設法において「島根県滝原附近ヨリ大森ヲ経テ石見大田ニ至ル鉄道」というものがあり、鉄道線の先行という使命の下に開設された路線である。
1954年以降は広島への直通便を運行することで、鉄道線の短絡を主眼とした陰陽連絡路線としての役割を果たすことになった。1975年の山陽新幹線博多開業の際には、新幹線の時間短縮効果を山陰地方にも波及させるべく、リクライニングシート車を使用した特急便「ごうつ号」「銀山号」の運行を開始している。一方、支線区については縮小傾向となり、1970年代に「ライトバス」と呼ばれるマイクロバスの導入を開始、1980年代以降は一般路線は廃止が進められた。
その後、中国自動車道などの高速道路網の整備が進むにつれ、他の国鉄バスの陰陽連絡路線は高速道路への載せ替えが進められた。しかし、江津・大田市へは高速道路の建設はなかったため、本路線で高速道路を利用する区間は広島インターチェンジと千代田インターチェンジの間にとどまり、結果的に高速道路網がなかった頃の陰陽連絡路線の雰囲気を残す最後の路線となった。
2003年3月には島根県内の一般路線は全廃となり、特急「江の川号」「銀山号」のみが運行されることになったが、これらの路線も2億円の経費に対して7000万円程度の収入しかない赤字路線であった ことから、2005年6月30日限りで廃止された。廃止後、イワミツアーの主催旅行という形式で季節運行された後、2007年4月16日以降は定期便「石見銀山号」として運行されている。

## 沿革
- 1947年5月24日 - 省営自動車川本本線石見大田―石見中野―大朝間、石見中野・矢上間及中三坂峠・安芸新庄間開業。同時に川本自動車区および田所支区を開設。
- 1953年 - 貸切旅客運送事業が2両の承認を受け、貸切バス事業開始。
- 1954年10月 - 広浜線とのダイヤ調整により、快速便による広島への乗り入れ開始。
- 1956年 - 座席指定制の夜行便の運行を開始。
- 1963年4月 - 石見川本 - 石見大田間について川本北線へ路線名称を変更。
- 1975年3月10日 - 新幹線連絡の陰陽連絡特急「ごうつ号」「銀山号」の運行を開始。
- 1976年 - 支線区にライトバス導入。
- 1983年 - 中国自動車道開通に伴い、広島直通の陰陽連絡特急「ごうつ号」「銀山号」の一部区間を中国自動車道経由に変更。
- 1985年 - 広島自動車道開通に伴い、広島直通の陰陽連絡特急「ごうつ号」「銀山号」の一部区間を広島自動車道経由に変更。
- 1991年 - 浜田自動車道の開通に伴い、陰陽連絡特急「ごうつ号」「銀山号」の一部便を浜田自動車道経由に変更。同時に「ごうつ号」の愛称を「江の川号」に変更。
- 2000年4月1日 - 川本営業所浜田支所を浜田営業所に格上げ、入れ替わりに川本営業所は浜田営業所川本支所に格下げ。
- 2003年3月31日 - 川本本線・川本北線の一般路線全廃[2]。川本支所閉鎖。
- 2005年6月30日 - 特急「江の川号」「銀山号」はこの日限りで廃止、川本本線・川本北線も同時に廃止。

## 川本支所
島根県石見地方東部の主要都市である大田市と江津市と山間部の邑智郡を結ぶ主力交通機関となっていた。また、陰陽連絡路線の運行も本営業所の重要な役割となっていた。
撤退後、一部の路線は石見交通に、それ以外の路線は自治体が運行する代替バスに移管された。

### 所在地
- 島根県邑智郡川本町川本264-5
閉鎖後は石見交通の車庫となっていたが、現在は中国ジェイアールバスの管理地となっている。

### 所管路線
田所駅・上田所駅・石見井原駅・矢上駅は、いずれも自動車駅。撤退後も邑南町営バスの乗車券類を発売している。

#### 陰陽連絡特急
- 広島駅新幹線口 - 広島バスセンター - （広島インターチェンジ - 中国自動車道 - 千代田インターチェンジ） - （国道261号） - （広島県道浜田八重可部線） - 大朝駅 - （広島県道芸北大朝線 - 国道261号） - 田所駅 - 井原 - 因原駅 - （国道261号） - 江津駅
広島駅新幹線口 - 広島バスセンター - （広島インターチェンジ - 中国自動車道 - 千代田インターチェンジ） - （国道261号） -（広島県道浜田八重可部線） - 大朝駅 - （広島県道芸北大朝線 - 国道261号） - 田所駅 - 井原 - 因原駅 - （島根県道仁摩邑南線） - 石見川本駅 - （島根県道仁摩邑南線） - 大森町 - （島根県道大田桜江線 - 国道375号） - 大田市駅

#### 川本線
- 川本本線
  - 石見川本駅 - 石見谷 - 因原 - 断魚渓 - 皆井田 - 石見中野 - 馬野原口 - 田所駅 - 上田所駅 - 鳴滝 - 大朝駅
  - 皆井田 - 石見井原駅
  - 鳴滝 - 安芸新庄
- 江津線
  - 石見中野 - 矢上駅 - 日貫 - 市山 - 江津駅
  - 矢上駅 - 日和局前 - 日和・石見川越駅
  - 日貫 - 戸川 - 和田本郷・岩畳・中戸川
- 高原線
  - 石見谷 - 八色石 - 石見高原 - 出羽 - 大林・田所駅
- 長谷線・馬野原線・市木線
  - 市山 - 長谷 - 跡市
  - 馬野原口 - 石見高原
  - 上田所 - 岩ヶ迫
- 都賀西線・宇都井線・羽須美線
  - 八色石 - 都賀大橋 - 今西 - 口羽駅

#### 川本北線
- 川本北線
  - 大田市駅 - 大森町 - 福原口 - 瀬戸口 - 石見川本駅
- 君谷線
  - 福原口 - 石見多田・灰屋
- 温泉津線
  - 石見川本駅 - 川本大橋 - 温泉津駅
- 粕淵線
  - 川本東大橋 - 乙原駅前 - 三瓶山口 - 粕淵駅
- 三原線
  - 因原・川本大橋 - 石見三原 - 川戸

### 所属車両
陰陽連絡路線を受け持っていた関係から、長距離路線に対応したリクライニングシート装備の高速車が多く配置されていたのが特徴で、1995年12月の時点では在籍26台中11台が高速車であった。1980年代までの陰陽連絡便では、道路事情の関係から11m車で前後11列とした観光タイプの車両（三菱K-MS613N・K-MS713N）が使用されていたが、道路の改修が進んだことにより12m車で前後10列の座席配置とした三菱エアロバスクィーンバージョン(U-MS726S)が主力となった。
国鉄末期には、小口貸切に対応すべく、路線車両（三菱MK115H）を改造した中型貸切車も登場していた。

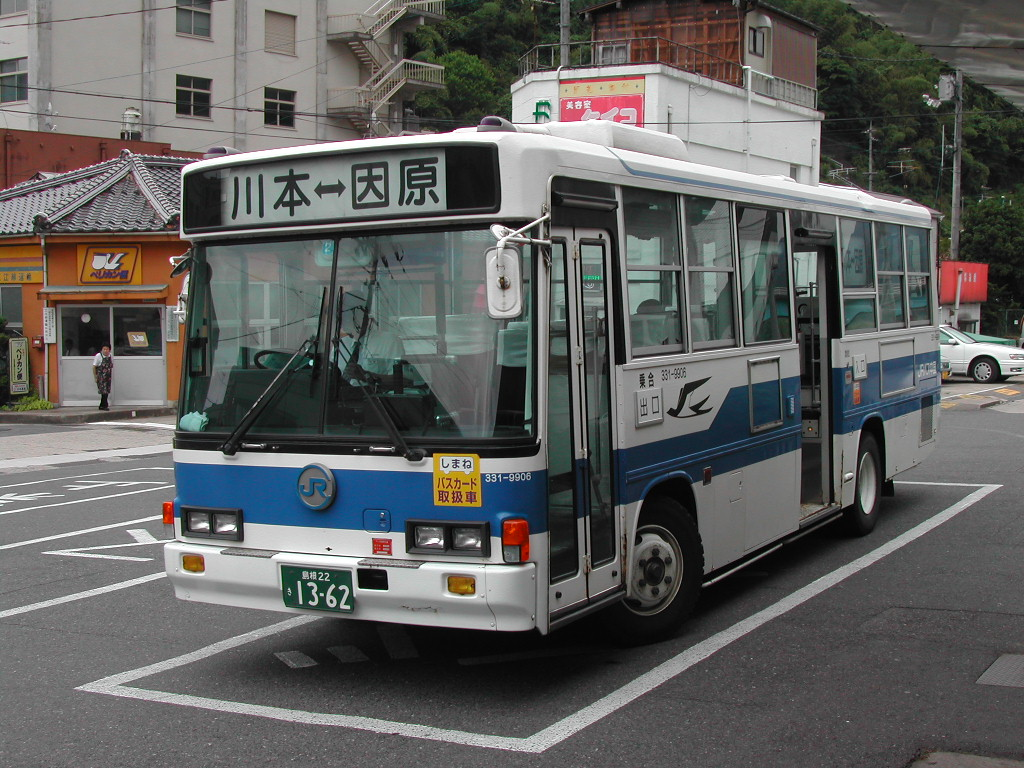
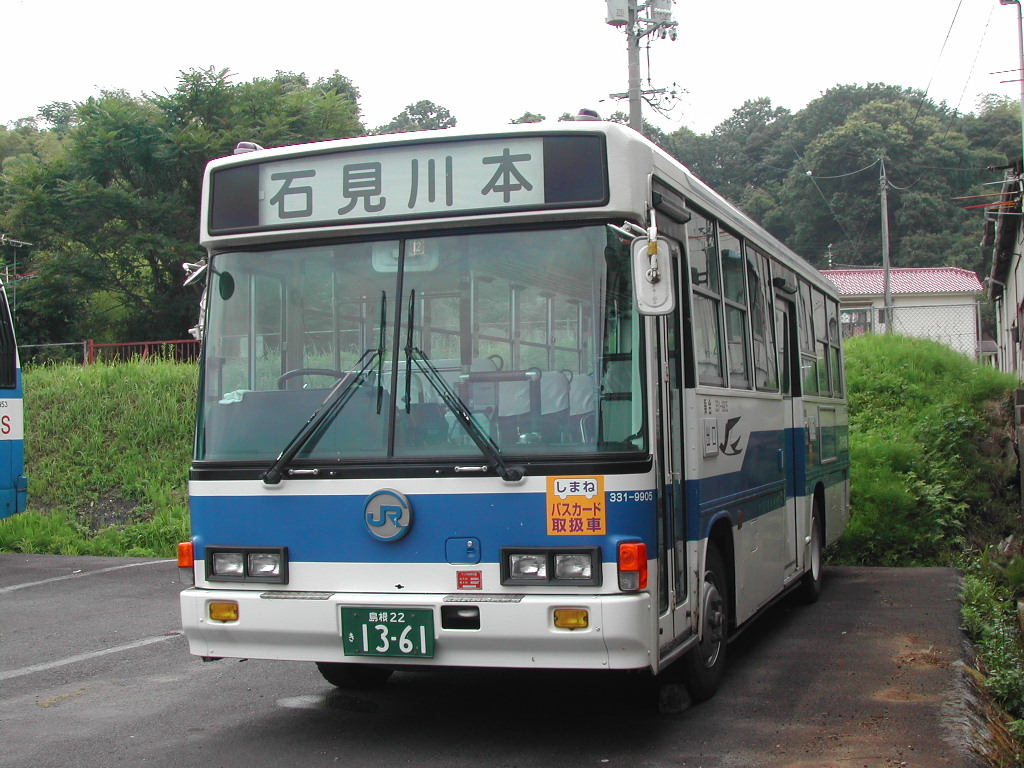
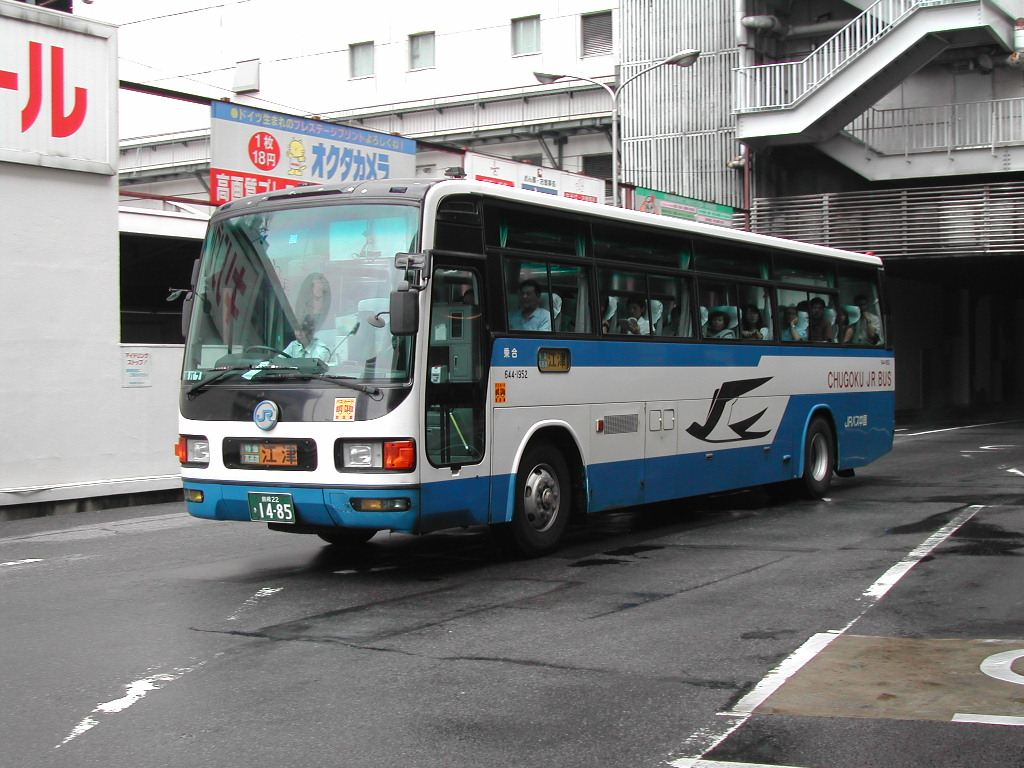
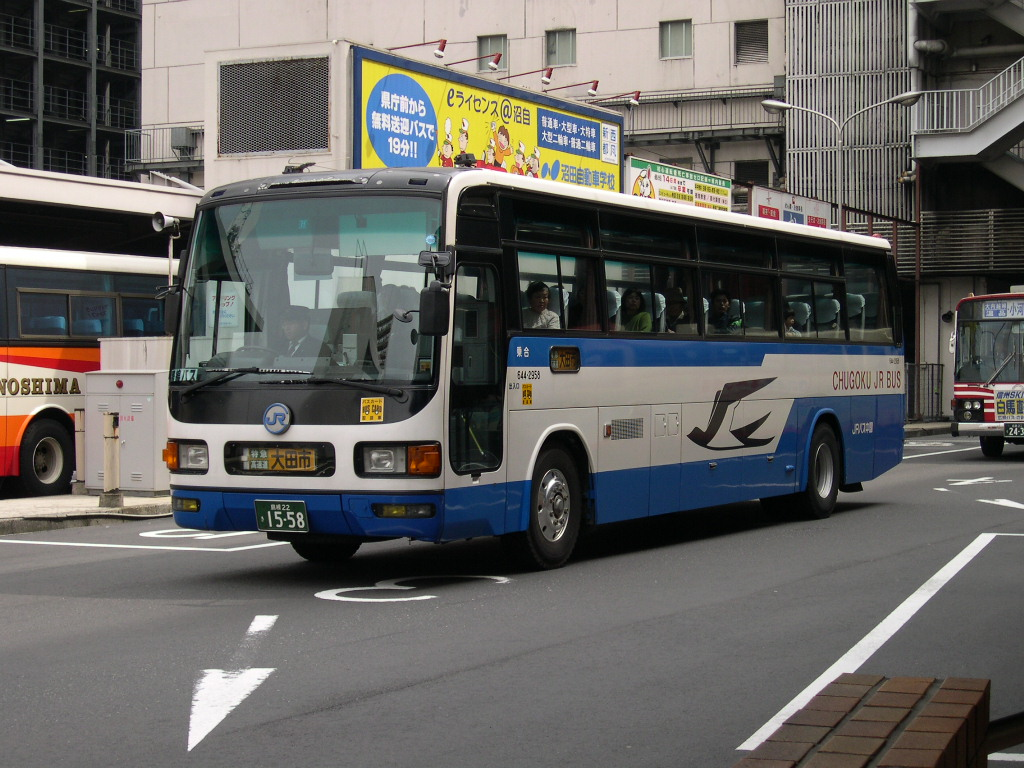

## バスカード
川本線自体は島根県内の路線であるが、陰陽連絡特急「江の川号」・「銀山号」もあくまで一般路線の特急便扱いであったため、広島県内路線である広浜線ではバスカードを利用可能にする必要があった。一方で島根県内の共通バスカードにも対応する必要があったため、中国JRバス発行のカードについては広島県・島根県のいずれの地区でも共通カードとして機能するように設定された。